# Aeromicrobium ginsengisoli
Aeromicrobium ginsengisoli  (лат.) — вид неподвижных грамположительных хемоорганотрофных аэробных бактерий формы кокков из семейства Nocardioidaceae порядка актиномицетов. Типовой штамм Gsoil 098T (=KCTC 19207T=JCM 14732T=5GBS 39T) был выделен из женьшеньевой почвы из Тэджона, Республика Корея. После культивирования на питательном агаре R2A (Difco) в течение 5 дней при 30 °С достигают размера 0,5–1,2×0,3—0,4 мкм, колонии белые и округлые. Являются оксидазоположительными и каталазоотрицательными бактериями. Оптимальный рост происходит при 30 °C и pH = 7, с диапазоном роста водородного показателя в 5—8,5. Оптимальная для роста концентрация соли составляет 3 %, причём при концентрация выше 4 % рост идёт слабо.
Видовой эпитет относится к тому, что типовой штамм был извлечён из женьшеньевой почвы.